# Paus Pius VII
Paus Pius VII, geboren als Luigi Barnaba Chiaramonti (Cesena, 14 augustus 1742 – Rome, 20 augustus 1823) was paus van 14 maart 1800 tot 20 augustus 1823. Hij werd geboren in een adellijke Italiaanse familie uit Cesena in de Romagna, toen een deel van de Kerkelijke Staat. 

## Van benedictijn tot kardinaal
Hij studeerde in Ravenna voordat hij toetrad tot de Benedictijnse Orde in 1756 voor zijn vervolgstudie. Zijn kloosternaam als benedictijn was Gregorio. Binnen de orde werd hij docent in de theologie. Zijn carrière kwam in een stroomversnelling toen Giovanni Braschi, een vriend van de familie, gekroond werd tot paus Pius VI.
In 1782 werd hij bisschop van Tivoli, drie jaar later bisschop van Imola en tevens kardinaal. In 1796 maakte hij de bezetting van zijn bisdom (waar ook zijn geboortestad Cesena toe behoorde) door Franse troepen mee. Hij verzette zich niet tegen de instelling van een revolutionair bewind, die de Romagna losmaakte van de Kerkelijke Staat. Zijn kersthomilie van 1797, die stelde dat de Rooms-Katholieke Kerk en democratie geen tegengestelden zijn, maakte hem door heel Italië bekend.

## Paus

### De problemen met Napoleon
Toen paus Pius VI in Franse gevangenschap overleed, was Rome door de Franse revolutionaire troepen bezet. De meerderheid der kardinalen verbleef in Venetië, dat kort daarvoor door Oostenrijk was geannexeerd. Daar werd, onder Oostenrijkse bescherming, in het benedictijnenklooster op het eiland San Giorgio Maggiore het conclaaf gehouden. Na 3½ maand werd kardinaal Chiaramonti als compromiskandidaat tot paus gekozen (14 maart 1800). Hij nam uit eerbied voor zijn voorganger diens naam aan. Omdat de pauselijke tiara door de Fransen in beslag was genomen, werd een model van papier-maché gebruikt.
In juli 1800 kon hij zich in Rome vestigen met toestemming van generaal Napoleon Bonaparte, de eerste Consul van de Franse Republiek, die net de Slag bij Marengo had gewonnen en daardoor meester in Italië was geworden. Bonaparte streefde een verzoening met de katholieke kerk na. Dat leidde uiteindelijk tot het concordaat van 15 juli 1801, waarbij het katholicisme in Frankrijk werd erkend als de "godsdienst van de meerderheid" en zware subsidies kreeg, in ruil voor de erkenning van de onteigeningen van de kerkelijke goederen tijdens de revolutie.   
In 1804 ging Pius naar Parijs om er Napoleon op 2 december te zalven voor diens keizerskroning. De eigenlijke kroning deed Napoleon zelf. 
De verhoudingen met Napoleon waren een tijd goed, maar verslechterden toen de keizer eiste dat de Kerkelijke Staat mee zou doen aan het Continentaal Stelsel tegen Engeland. De paus beschouwde het als zijn plicht om neutraal te blijven. Als gevolg daarvan annexeerde de keizer in 1806 verdere delen van het pauselijk gebied. In 1808 werd Rome opnieuw door Franse troepen bezet en een jaar later, op 17 mei 1809, werd de Eeuwige Stad bij het Franse Keizerrijk gevoegd.
Pius VII reageerde op 10 juni met een bul waarin hij de excommunicatie uitsprak over de "dieven van het patrimonium van Petrus", waarmee duidelijk Napoleon werd bedoeld. In juli daarop liet de keizer Pius VII arresteren door generaal Radet, die daarvoor met zijn troepen een inval moest doen in het Quirinaalpaleis. De paus werd naar Savona overgebracht, waar hij drie jaar zou blijven, onder Franse bewaking. 
De paus werd in 1812 naar het kasteel van Fontainebleau overgebracht en van zijn raadgevers geïsoleerd en door Napoleon persoonlijk onder zware pressie gezet. Op 25 januari 1813 zwichtte Pius door allerlei kerkelijke concessies te doen in het zogenaamde concordaat van Fontainebleau. Dit nieuwe concordaat was een slimme zet van Napoleon omdat hij de katholieken tegen zich in het harnas had gejaagd, zowel in Frankrijk als in de gebieden van zijn Duitse en Oostenrijkse bondgenoten. Maar na contact met de kardinalen Consalvi en Pacca herriep de paus dit concordaat twee maanden later. 
In mei 1814 kon hij in triomf terugkeren naar Rome nadat Napoleon in april naar het eiland Elba verbannen werd. Toch gaf de paus onderdak aan de familie van de verbannen keizer.

### Latere jaren
Samen met Consalvi begon de 72-jarige paus aan het restauratiewerk: op 7 augustus 1814 herstelde hij de orde der jezuïeten. Ook de Index en de Inquisitie werden hersteld, en de Joden moesten terug naar hun getto's. Een motu proprio van 1816 reorganiseerde de pauselijke staat. In 1817 werd de Propagande Fide (missie) verbeterd. In concordaten werden de nieuwe verhoudingen met Beieren, Sardinië en Frankrijk (in 1817), Napels en Rusland (in 1818) nader geregeld. Pius trad fel op tegen de vrijmetselarij en de carbonari, een beweging van prodemocratische revolutionairen.
Pius VII had veel belangstelling voor kunst en wetenschap. Het Museo Chiaramonti werd naar de adviezen van Antonio Canova ingericht en verrijkt met de epigrafische collectie in de Galleria Lapidaria.